# LKAB Malmtrafik
LKAB Malmtrafik AB (dříve Malmtrafik i Kiruna AB, VKM: MTAB) je železniční dopravce, který provozuje své vlaky na území Švédska a prostřednictvím své sesterské firmy LKAB Malmtrafikk (dříve Malmtrafikk AS, VKM: MTAS) také v Norsku. Obě firmy jsou dceřinými společnostmi těžební firmy LKAB.

## Historie
Dopravu železné rudy pro LKAB zajišťovaly vždy státní dráhy – ve Švédsku Statens Järnvägar (SJ) a v Norsku Norges Statsbaner (NSB). Od 1. ledna 1993 pak LKAB získala licenci pro provozování drážní dopravy na švédském území, ale zatím této možnosti nevyužívala. V roce 1995 pak LKAB založila dceřiné firmy MTAB a MTAS, do kterých v roce 1996 majetkově vstoupily obě státní železnice (SJ do MTAB a NSB do MTAS), čímž MTAB/MTAS získala potřebný park vozidel a od 1. července 1996 začaly zajišťovat železniční dopravu na Malmbanan. LKAB poté vykoupila podíly SJ a NSB v MTAB/MTAS a od začátku roku 2000 je LKAB stoprocentním vlastníkem těchto firem.

## Vlaky
Vlaky MTAB, resp. MTAS operují na trati zvané Malmbanan, která spojuje přístavy Narvik a Luleå. Výrazně převažují vlaky, které přepravují upravenou železnou rudu (zpravidla ve formě pelet) z úpraven Kiruna a Svappavaara do Narviku a z úpravny Malmberget do Luleå. Dále přepravují surovou rudu z dolu Kiruna do úpravny Svappavaara a z přístavů Luleå a Narvik pak přepravují suroviny potřebné v jednotlivých úpravnách železné rudy.

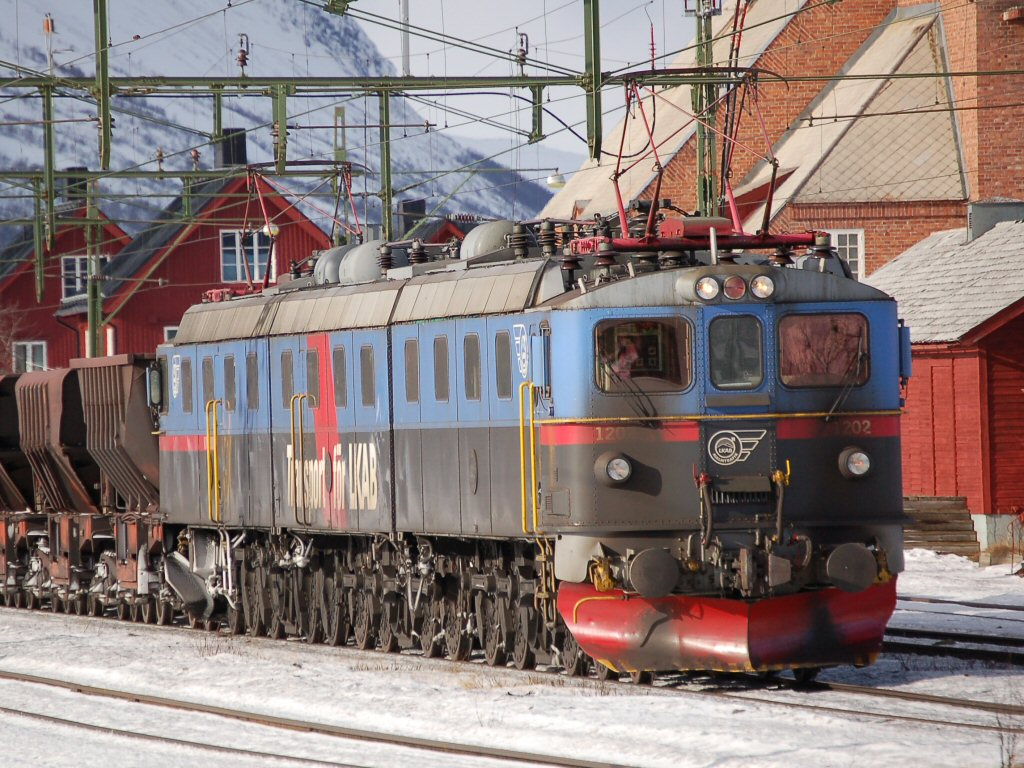
Třídílná elektrická lokomotiva řady Dm

## Lokomotivy
Při majetkovém vstupu v roce 1996 vložila železnice SJ do MTAB elektrické lokomotivy řady Dm3 a dieselové posunovací lokomotivy (řady T46 a Motala). MTAS pak vstupem NSB získala elektrické lokomotivy řady El15 a dieselové lokomotivy (T44 a Motala).
Od srpna 2000 začala firma ADtranz (od roku 2001 Bombardier Transportation) dodávat pro MTAB/MTAS dvoudílné elektrické lokomotivy řady IORE (zkratka z „iron ore“ – anglického výrazu pro železnou rudu). Celkem bylo dodáno devět kusů těchto lokomotiv. Lokomotivy byly označeny čísly od 101 do 118 a každý díl měl vedle čísla přiděleno i jméno podle míst v okolí své domovské trati. V roce 2010 by mělo být dodáno další čtyři kusy (tj. osm dílů) lokomotiv IORE.
V souvislosti s dodávkou nových lokomotiv byly zrušeny lokomotivy řady Dm3 starších sérií a v provozu zůstalo jen 12 kusů (stav k roku 2006) těchto lokomotiv z poslední série. Úplné vyřazení lokomotiv Dm3 z provozu přinese až druhá dodávka lokomotiv IORE v roce 2010. Již v roce 2003 byl zcela ukončen provoz lokomotiv řady El15 u MTAS. Poslední vlak MTAB/MTAS tažený dvojicí lokomotiv El15 jel na trati Kiruna – Narvik 30. listopadu 2003. V roce 2004 byly všechny stroje této řady prodány švédskému dopravci Hector Rail AB, který je označil čísly 161.101 až 106.

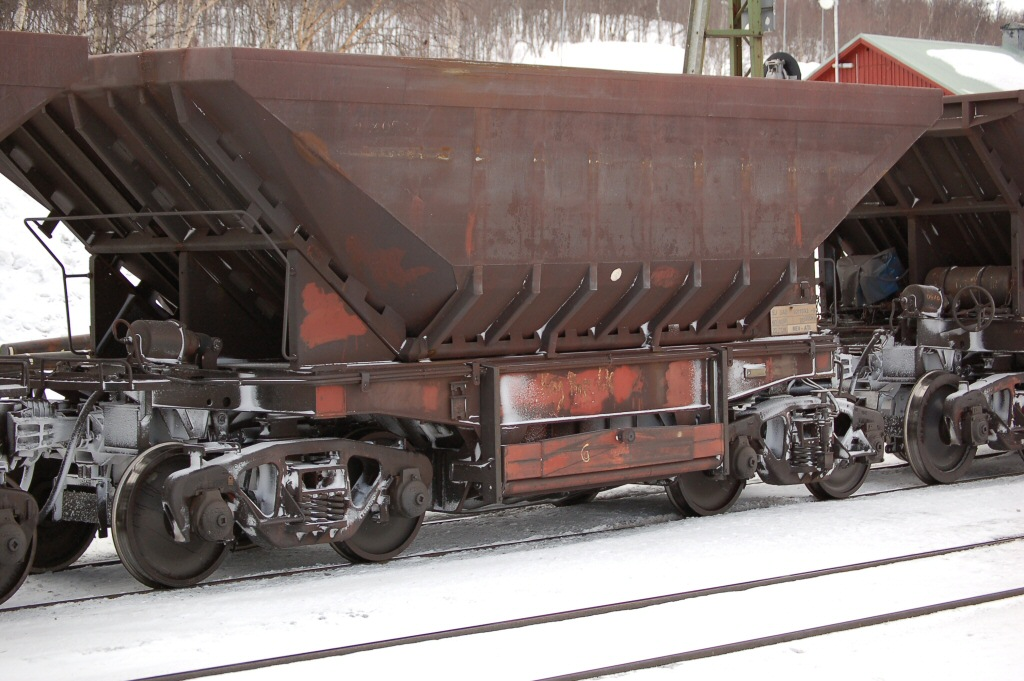
Vůz řady Uad pro přepravu železné rudy

## Vozy
Svoji činnost zahájila MTAB/MTAS s vozy pro přepravu rudy řad Uad a Uadp, které získala od SJ (asi 600 vozů) a NSB (asi 300 vozů).
Později bylo pořízeno ještě 110 vozů řady Uadk, které mají stejně jako starší vozy Uad a Uadp ložnou hmotnost 80 tun. Poté již firma nakupovala pouze vozy s ložnou hmotností 100 tun. Nejprve bylo zakoupeno 70 vozů řady UNO z Jižní Afriky, další vozy však jsou nakupovány přímo ve Švédsku. Jde o vozy řady Fanoo (tovární typ F040) a Fammoorr (tovární typ F050), které vyrábějí firmy Kockums Industrier AB a Kiruna Wagon. První 70 vozů řady Fanoo bylo dáno do provozu v roce 2006.
Všechny vozy pro přepravu železné rudy u MTAB/MTAS jsou vybaveny automatickými spřáhly SA-3.